# Kataklizma
Kataklizma (od starogrčke riječi kataklysmos, potop) je naziv za katastrofu velikih razmjera koja ostavlja trajne posljedice na širokom području ili na cijelom planetu Zemlji. 
Ispočetka se naziv katastrofa rabio kao sinonim za biblijski potop svijeta, ali je kasnije preuzet kao opis sličnih događaja iz Zemljine prošlosti. 
Proučavanje kataklizmi u znanosti je početkom 19. st. popularizirao francuski prirodoslovac George Cuvier zahvaljujući hipotezi o cikličnim kataklizmama koje su u potpunosti mijenjale izgled, odnosno floru i faunu Zemlje. Njome se nastojalo objasniti postojanje fosila, a kasnije je poslužila kao alternativa teoriji evolucije.